# Hyophila blanda
Hyophila blanda là một loài Rêu trong họ Pottiaceae. Loài này được (Hook. f. & Wilson) A. Jaeger mô tả khoa học đầu tiên năm 1873.